# 西非羊舌鮃
西非羊舌鮃（学名：Arnoglossus capensis）為輻鰭魚綱鰈形目鰈亞目鮃科的其中一種，分布於東大西洋茅利塔尼亞至南非納塔爾海域，棲息深度1-200公尺，體長可達20公分，棲息在沙泥底質底層水域，生活習性不明，可作為食用魚。
其种加词“capensis”意为“南非开普省的/好望角的”。